# 발구지

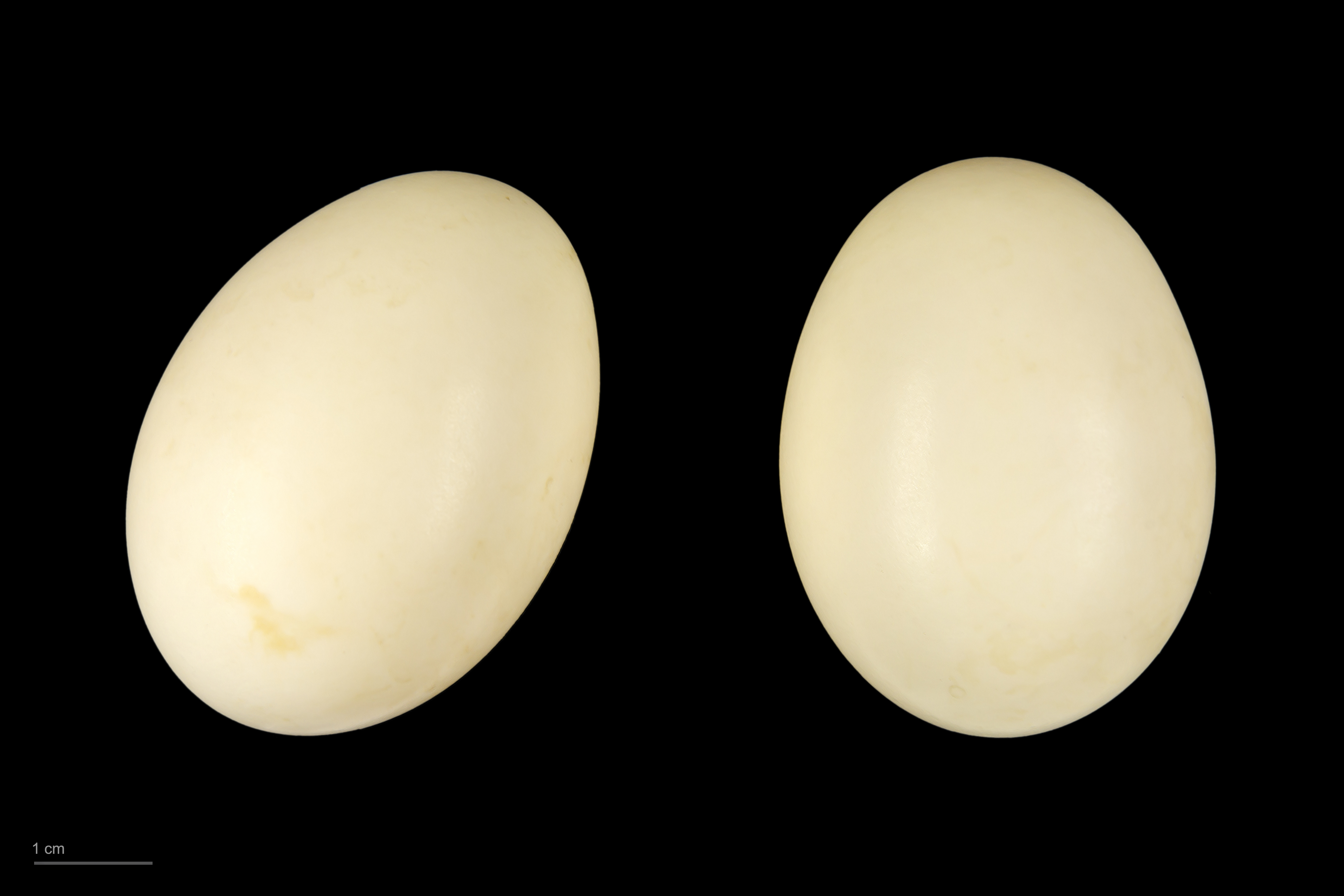
Spatula querquedula

발구지(garganey, Spatula querquedula)는 발구지속에 속한 오리의 일종이다.
유럽과 아시아 서부의 대부분의 지역에서 서식하지만 철새이기 때문에 개체 전반이 겨울에 남아프리카, 인도(특히 산트라가치), 오스트랄라시아로 이주하며, 이 때 커다란 무리를 이룬다. 이 종들은 1758년에 린네가 처음 기재하였다. 쇠오리 등의 다른 조그마한 오리와 같이 이 종들은 빠른 비행으로 물에 쉽게 뜬다.
얕은 소택과 스텝 연못 근방의 초지에서 번식한다.

## 개요
다 큰 수컷은 눈 위에 크고 하얀 초승달 모양이 있으며 머리와 가슴이 갈색이다. 깃털의 나머지 부분은 회색이며, 회색 부리와 다리를 갖추고 있다.
발구지는 AEWA(아프리카-유라시아 이동성 물새 협정)이 적용되는 종들 가운데 하나이다. IUCN 적색 목록에서 발구지의 상태는 관심대상종이다.